# Corbeil-Essonnes
Corbeil-Essonnes là một xã trong vùng đô thị Paris, thuộc tỉnh Essonne, vùng hành chính Île-de-France của nước Pháp, có dân số là 39.951 người (thời điểm 1999).

## Các thành phố kết nghĩa
- East Dunbartonshire, Vương quốc Anh
- Belinho, Bồ Đào Nha
- Sindelfingen, Đức
- Alzira, Tây Ban Nha

## Những người con của thành phố
- Alfred Jarry, sống tại đây từ 1873 đến 1907
- Waldeck-Rousseau, sống tại đây từ 1899 cho đến khi ông qua đời năm 1904
- Félicien Rops, họa sĩ và nhà vẽ tranh minh họa, sống tại đây 15 năm cuối của cuộc đời.
- Jacques-Henri Bernardin de Saint-Pierre, nhà văn, học trò của Jean-Jacques Rousseau, sống một >thời gian tại Essonnes
- Bruno Mathieu (sinh 1958) nghệ sĩ đàn ống và nhà soạn nhạc